# Dóra Győrffy
Dóra Győrffy (* 23. Februar 1978 in Budapest) ist eine ehemalige ungarische Leichtathletin, die sich auf den Hochsprung spezialisiert hat. Aktuell ist sie Inhaberin des ungarischen Landesrekordes in dieser Disziplin. Ihren größten Erfolg feierte sie mit dem Vizehalleneuropameistertitel 2002 in Wien sowie mit dem Gewinn der Goldmedaille bei der Sommer-Universiade 2003 in Daegu.

## Sportliche Laufbahn
Erste internationale Erfahrungen sammelte Dóra Győrffy im Jahr 1994, als sie bei den Juniorenweltmeisterschaften in Lissabon mit übersprungenen 1,80 m den siebten Platz im Hochsprung belegte. Im Jahr darauf belegte sie bei den Junioreneuropameisterschaften in Nyíregyháza mit 1,84 m den fünften Platz und 1996 gewann sie bei den Juniorenweltmeisterschaften in Sydney mit 1,91 m die Silbermedaille. Zudem begann sie in diesem Jahr ein Studium an der Havard University in den Vereinigten Staaten. Im Jahr darauf schied sie bei den Hallenweltmeisterschaften in Paris mit 1,80 m in der Qualifikationsrunde aus und im Juli belegte sie bei den Junioreneuropameisterschaften in Ljubljana mit 1,88 m den fünften Platz. Daraufhin wurde sie bei der Sommer-Universiade in Catania mit 1,88 m Zehnte. 1998 verpasste sie bei den Europameisterschaften in Budapest mit 1,87 m den Finaleinzug und im Jahr darauf belegte sie bei den Studentenweltspielen in Palma mit 1,91 m den vierten Platz. Kurz darauf wurde sie bei den U23-Europameisterschaften in Göteborg mit 1,88 m Fünfte. 2000 wurde sie NCAA-Hallenmeisterin und im September nahm sie an den Olympischen Sommerspielen in Sydney teil und schied dort mit 1,89 m in der Qualifikationsrunde aus.
2001 belegte sie bei den Hallenweltmeisterschaften in Lissabon mit einer Höhe von 1,93 m den fünften Platz. Im Juni wurde sie NCAA-Collegemeisterin. Anschließend gelangte sie im Sommer bei den Freiluft-Weltmeisterschaften im kanadischen Edmonton mit 1,90 m im Finale auf den siebten Platz und stellte zuvor in Nyíregyháza mit 2,00 m einen neuen Landesrekord auf. Zudem wurde sie bei den Goodwill Games in Brisbane mit 1,89 m Sechste und gelangte beim IAAF Grand Prix in Melbourne mit 1,80 m auf Rang acht. Im Jahr darauf gewann sie bei den Halleneuropameisterschaften in Wien mit 1,95 m die Silbermedaille hinter der Russin Marina Kupzowa. Im August gelangte sie bei den Europameisterschaften in München mit 1,80 m auf den zwölften Platz. 2003 verpasste sie bei den Hallenweltmeisterschaften in Birmingham mit 1,90 m den Finaleinzug und Ende August siegte sie mit 1,94 m bei der Sommer-Universiade in Daegu. 2005 belegte sie bei den Weltmeisterschaften in Helsinki mit 1,89 m den neunten Platz und im Jahr darauf verpasste sie bei den Hallenweltmeisterschaften in Moskau mit 1,90 m den Finaleinzug, wie auch bei den Europameisterschaften im Sommer in Göteborg mit übersprungenen 1,87 m. 2007 schied sie bei den Weltmeisterschaften in Osaka mit 1,88 m in der Qualifikationsrunde aus und im Jahr darauf beendete sie ihre aktive sportliche Karriere im Alter von 30 Jahren.
In den Jahren von 1996 bis 2003 sowie von 2005 bis 2007 wurde Győrffy ungarische Meisterin im Hochsprung im Freien sowie 1996 und 1997 und 2003 sowie von 2005 bis 2008 auch in der Halle. 